# 11709 Eudoxos
11709 Eudoxos este o planetă minoră (asteroid), cu un diametru de 4,47 km, din centura de asteroizi. A fost descoperită pe 27 aprilie 1998 la Prescott Observatory⁠(d) de Paul G. Comba⁠(d) și a fost numită după Eudoxus din Knidos. 
Obiectul prezintă o orbită caracterizată de o semiaxă mare de 2,6040518 UAi, o excentricitate de 0,11, o înclinație de 2,76134 ° în raport cu ecliptica.